# Hautnah – Die Methode Hill
Hautnah – Die Methode Hill (Originaltitel Wire in the Blood) ist eine Krimiserie der englischen ITV. Die Bücher der Bestsellerautorin Val McDermid dienten als Vorlage. Zwischen 2002 und 2008 erschienen sechs Staffeln mit insgesamt 24 Episoden. Aufgrund der hohen Produktionskosten von bis zu £ 750.000 pro Folge wurde die Serie nach der sechsten Staffel eingestellt. Die deutsche Fassung wurde erstmals 2003 im ZDF im Rahmen der Reihe Sonntagskrimis ausgestrahlt.
Nur die ersten beiden Episoden Mermaids Singing (dt. Titel: Das Lied der Sirenen) und Shadows Rising (Schlussblende) basieren direkt auf den gleichnamigen Romanen McDermids. Torment basiert auf dem vierten Tony-Hill-Roman The Torment of Others (im deutschsprachigen Raum unter dem Titel Tödliche Worte erschienen). Die anderen Episoden wurden von anderen Autoren auf der Grundlage der Romane  McDermids verfasst. Inzwischen wurde die Serie auch in den USA (auf BBC America), Australien (ABC) sowie in Südostasien (Hallmark Channel) ausgestrahlt.

## Handlung
Der Psychologe und Profiler Tony Hill löst zusammen mit Detective Chief Inspector Carol Jordan Serienmorde.  Die Serie spielt im Umfeld der fiktiven Stadt Bradfield (Bradford) in West Yorkshire. Zu Anfang der vierten Staffel verlässt Jordan überraschend Bradfield, ohne Hill davon zu unterrichten. Ihre Nachfolgerin Alex Fielding weigert sich zunächst,  mit Hill zusammenzuarbeiten, muss aber einsehen, dass sie ohne ihn nicht weiter kommt.
Die Episoden wurden in und um Newcastle upon Tyne und in Northumberland gedreht.

## Hintergrund
Wire in the blood bedeutet wörtlich übersetzt Draht im Blut und beruht auf einer Gedichtzeile von T. S. Eliot. McDermid sieht sie als Metapher für einen Adrenalinstoß. Hauptdarsteller R. Green hingegen deutet den Titel als eine genetische Prädisposition für Wahnsinn (i. S. v. liegt ihm im Blut).

## Episoden
| Nr.                      | Titel                     | Erstausstrahlung              |                        |                        |                        |
| Staffel 1 – Series One   | Staffel 1 – Series One    | Staffel 1 – Series One        | Staffel 1 – Series One | Staffel 1 – Series One | Staffel 1 – Series One |
| ------------------------ | ------------------------- | ----------------------------- | ---------------------- | ---------------------- | ---------------------- |
| 1                        | The Mermaids Singing      | 14./21. November 2002         |                        |                        |                        |
| 1                        | Das Lied der Sirenen      | 30. November 2003             |                        |                        |                        |
| 2                        | Shadows Rising            | 28.11./5.12. 2002             |                        |                        |                        |
| 2                        | Schlussblende             | 7. Dezember 2003              |                        |                        |                        |
| 3                        | Justice Painted Blind     | 12./19. Dezember 2002         |                        |                        |                        |
| 3                        | Mein ist die Rache        | 14. Dezember 2003             |                        |                        |                        |
| Staffel 2 – Series Two   |                           |                               |                        |                        |                        |
| 4                        | Still She Cries           | 12. Februar 2004              |                        |                        |                        |
| 4                        | Bittere Tränen            | 7. November 2004              |                        |                        |                        |
| 5                        | The Darkness of Light     | 19. Februar 2004              |                        |                        |                        |
| 5                        | Die Finsternis des Lichts | 14. November 2004             |                        |                        |                        |
| 6                        | Right to Silence          | 26. Februar 2004              |                        |                        |                        |
| 6                        | Das Recht zu Schweigen    | 21. November 2004             |                        |                        |                        |
| 7                        | Sharp Compassion          | 4. März 2004                  |                        |                        |                        |
| 7                        | Ich bin dein Erlöser      | 28. November 2004             |                        |                        |                        |
| Staffel 3 – Series Three |                           |                               |                        |                        |                        |
| 8                        | Redemption                | 21. Februar 2005              |                        |                        |                        |
| 8                        | Das tödliche Internet     | 15. Januar 2006               |                        |                        |                        |
| 9                        | Bad Seed                  | 28. Februar 2005              |                        |                        |                        |
| 9                        | Mackie Messer             | 22. Januar 2006               |                        |                        |                        |
| 10                       | Nothing But The Night     | 7. März 2005                  |                        |                        |                        |
| 10                       | Freitag, der Dreizehnte   | 29. Januar 2006               |                        |                        |                        |
| 11                       | Synchronicity             | 14. März 2005                 |                        |                        |                        |
| 11                       | Das Spiel des Todes       | 5. Februar 2006               |                        |                        |                        |
| Staffel 4 – Series Four  |                           |                               |                        |                        |                        |
| 12                       | Time to Murder and Create | 20. September 2006            |                        |                        |                        |
| 12                       | Tödliche Falle            | 2. September 2007             |                        |                        |                        |
| 13                       | Torment                   | 27. September 2006            |                        |                        |                        |
| 13                       | Tödliche Worte            | 9. September 2007             |                        |                        |                        |
| 14                       | Hole in the Heart         | 4. Oktober 2006               |                        |                        |                        |
| 14                       | Verlorene Seelen          | 16. September 2007            |                        |                        |                        |
| 15                       | The Wounded Surgeon       | 11. Oktober 2006              |                        |                        |                        |
| 15                       | Das schwarze Loch         | 23. September 2007            |                        |                        |                        |
| Staffel 5 – Series Five  |                           |                               |                        |                        |                        |
| 16                       | The Colour of Amber       | 11. Juli 2007                 |                        |                        |                        |
| 16                       | Die Spur ins Nichts       | 1. März 2009                  |                        |                        |                        |
| 17                       | Nocebo                    | 18. Juli 2007                 |                        |                        |                        |
| 17                       | Die Macht des Schreckens  | 22. März 2009                 |                        |                        |                        |
| 18                       | Names of Angels           | 25. Juli 2007                 |                        |                        |                        |
| 18                       | Eine grausame Karriere    | 8. März 2009                  |                        |                        |                        |
| 19                       | Anything You Can Do       | 1. August 2007                |                        |                        |                        |
| 19                       | Tödlicher Wettstreit      | 15. März 2009                 |                        |                        |                        |
| Special                  |                           |                               |                        |                        |                        |
| 20                       | Prayer of the Bone        | 7. Januar 2008                |                        |                        |                        |
| 20                       | Mörderisches Trauma       | 11. April 2010                |                        |                        |                        |
| Staffel 6 – Series Six   |                           |                               |                        |                        |                        |
| 21                       | Unnatural Vices           | 12./19. September 2008        |                        |                        |                        |
| 21                       | Am Abgrund der Lust       | 18. April 2010                |                        |                        |                        |
| 22                       | Falls The Shadow          | 26. September/3. Oktober 2008 |                        |                        |                        |
| 22                       | Tödliche Experimente      | 25. April 2010                |                        |                        |                        |
| 23                       | From The Defeated         | 10./17. Oktober 2008          |                        |                        |                        |
| 23                       | Geschöpfe des Todes       | 2. Mai 2010                   |                        |                        |                        |
| 24                       | The Dead Land             | 24./31. Oktober 2008          |                        |                        |                        |
| 24                       | Im Reich der Verlorenen   | 9. Mai 2010                   |                        |                        |                        |